# Seychellana expansa
Seychellana expansa är en kräftdjursart som beskrevs av Brian Frederick Kensley och Marilyn Schotte1994. Seychellana expansa ingår i släktet Seychellana och familjen Cirolanidae. Inga underarter finns listade i Catalogue of Life.